# Гідрогеодеформаційний ефект
Гідрогеодеформаційний ефект (рос. гидрогеодеформационный эффект, англ. hydrogeodeformation effect, нім. hydrogeologischer Deformationseffekt m) — швидкоплинні (декілька діб, місяці) пульсаційні зміни, які глобально поширюються в підземній гідросфері і зумовлені її здатністю реагувати на зміну напруженого стану літосфери. Суть цього ефекту полягає в тому, що підземна гідросфера інтеграційно сприймає зміни ендо-, екзо-, техногенних та інших навантажень, що приводить до утворення в земній корі безлічі короткоживучих структур деформації (стиснення і розтягнення). Зони розтягнення у вигляді ізольованих коробчатих споруд з'являються і вироджуються за короткі відрізки часу серед ділянок слабкого стиснення, створюючи так зване гідрогеодеформаційне поле. Площі короткоживучих структур стиснення і розтягнення складають десятки і сотні тисяч км². Швидкості еволюції окремих короткоживучих утворень становлять 300-400 і понад 1000 км²/добу. Вивчення гідрогеодеформаційного ефекту сприяє пошуку і розвідці підземних вод, нафти і газу, дозволяє вести цілеспрямовані пошуки зон, перспективних для створення підземних газосховищ, оцінювати ступінь деформованості гірських порід в межах шахтних полів, прогнозувати місцеположення епіцентрів і час землетрусів.